# Schanginia hortensis
Schanginia hortensis är en amarantväxtart som först beskrevs av Peter Forsskål och Johann Friedrich Gmelin, och fick sitt nu gällande namn av Horace Bénédict Alfred Moquin-Tandon. Schanginia hortensis ingår i släktet Schanginia och familjen amarantväxter. Inga underarter finns listade i Catalogue of Life.